# Herrmani lomp
Herrmani lomp (lomp = Pfütze), auch Valgjärve tiigid (tiigid = Teich), ist ein künstlicher See in Valgjärve im Kreis Põlva auf dem estnischen Festland. 570 Meter vom 1,1 Hektar großen See entfernt liegt das Dorf Pikareinu und 51 Kilometer entfernt liegt der 3555 km² große Peipussee (Peipsi-Pihkva järv).